# Oreste (roi)
Pour les articles homonymes, voir Oreste (homonymie).
Oreste (en grec ancien : Ὀρέστης ὁ Μακεδών ; né au Ve siècle av. J.-C. et mort assassiné en -397 av. J.C.) est un roi de Macédoine de la dynastie des Argéades qui règne entre -399 et -397 av. J.-C.

## Biographie
Oreste est un fils du roi Archélaos Ier de Macédoine, il est reconnu roi après le meurtre de son père. Il a pour tuteur son oncle Aéropos II, qui l'assassine et usurpe le pouvoir.

### Sources
- Paul Cloché, Histoire de la Macédoine jusqu'à l'avènement d'Alexandre le Grand, Payot, Paris, 1960.